# Деалу Леулуј (Горж)
Деалу Леулуј (рум. Dealu Leului) насеље је у Румунији у округу Горж у општини Стежари. Oпштина се налази на надморској висини од 338 m.

## Становништво
Према подацима из 2002. године у насељу је живело 30 становника, од којих су сви румунске националности.